# Samma gamla vanliga
"Samma gamla vanliga" är en låt framförd av rapparen A36 som släpptes som singel den 9 april 2021.
Låten debuterade på 78:e plats på Sverigetopplistan den 30 april 2021. Mellan juni och juli 2021 var låten singeletta på Sverigetopplistan i sex raka veckor. "Samma gamla vanliga" har även varit på tredje plats i Norge, fjärde plats i Finland och 12:e plats i Danmark. I september 2021 hade låten streamats över 36 miljoner gånger.
I augusti 2021 släpptes det en skandinavisk remix av låten tillsammans med danska Branco(da) och norska Kamelen(no). Följande månad släpptes det en finsk remix av låten tillsammans med Cledos, Ibe(fi) och Averagekidluke. Den finska remixen debuterade på första platsen på Finlands officiella lista.

## Listplaceringar
| Lista (2021)                        | Position  |
| ----------------------------------- | --------- |
| Danmark (Hitlisten)                 | 12        |
| Finland (Finlands officiella lista) | 4         |
| Finland (Finlands officiella lista) | 1 (remix) |
| Norge (VG-lista)                    | 3         |
| Sverige (Sverigetopplistan)         | 1         |